# Puerto Huarmey

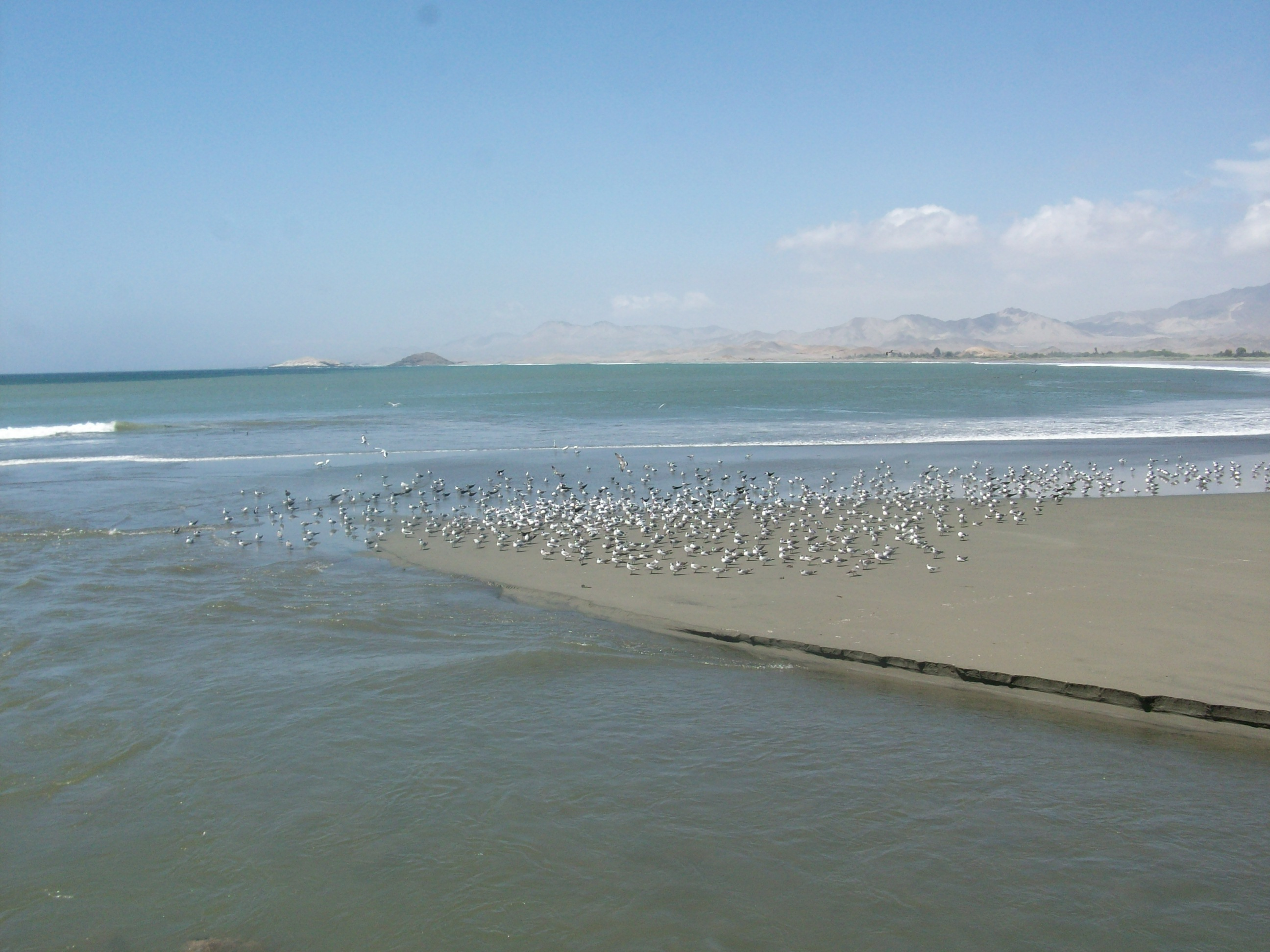
Aves marinas en Puerto Huarmey, Provincia de Huarmey.

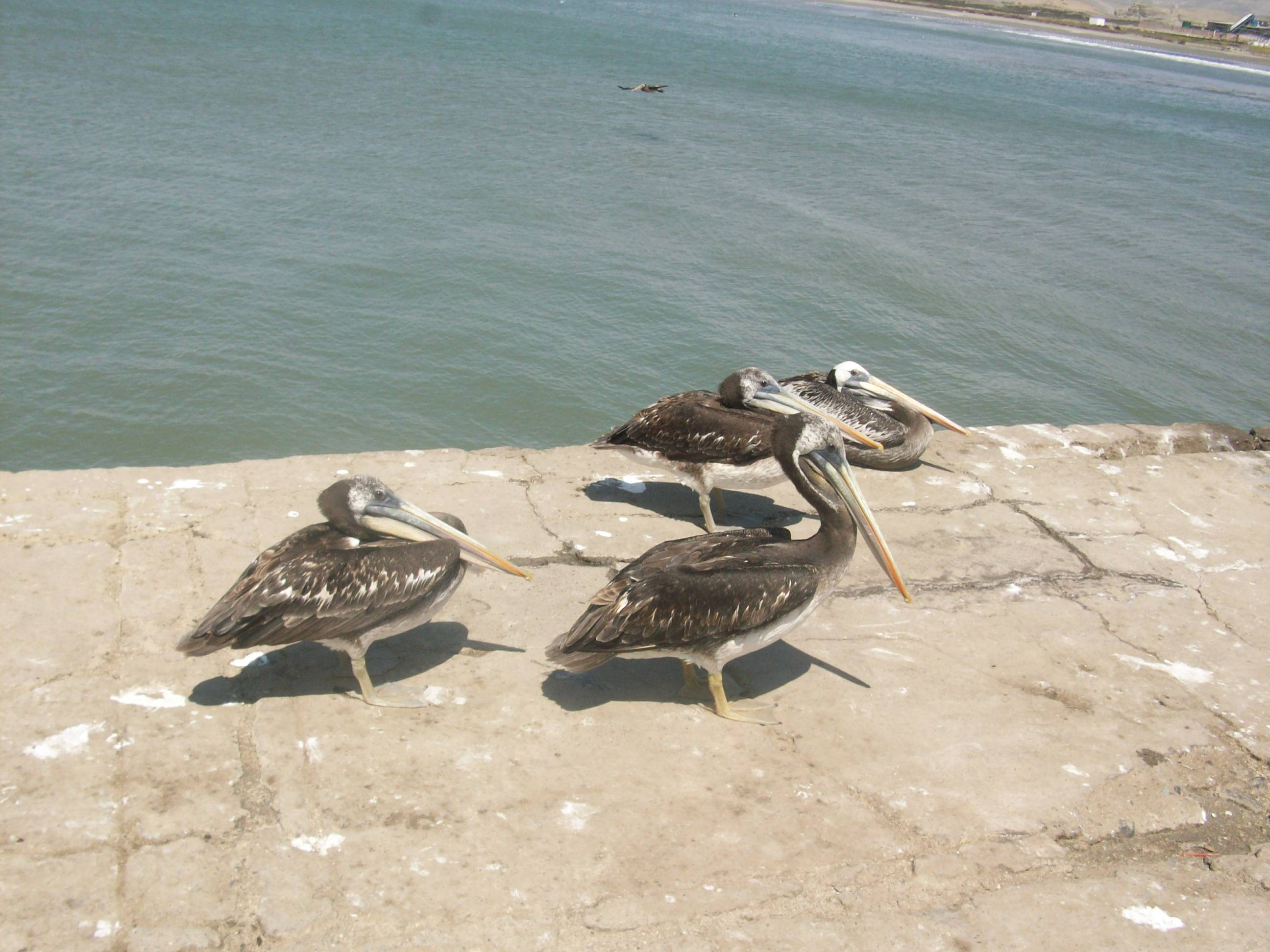
Pelícanos en Puerto Huarmey.

Puerto Huarmey es un puerto y una localidad de la costa nor-central del Perú, a cuatro kilómetros al suroeste de la ciudad de Huarmey, en la provincia homónima del departamento de Áncash.
El puerto se emplaza en el extremo sur del valle del río de Huarmey sobre la cara norte de una formación rocosa, la misma sobre la cual se construyó también el muelle del Puerto Punta Lobitos de la Compañía Minera Antamina.
En las cercanías se encuentra el sitio arqueológico de Puerto Huarmey, el principal centro administrativo incaico del valle. 

## Eje Ticapampa-Puerto Huarmey
En 1890 el Gobierno Peruano dio en concesión a la The Anglo French Ticapampa Silver Mining Co. Ltda.-AFT como puerto de exportación de minerales. Los ingenieros franceses determinaron en un estudio que el puerto de Huarmey tiene mejor calado que el puerto del Callao [cita requerida]; es decir, mayor capacidad para barcos grandes.
El eje Ticapampa-Puerto Huarmey a la fecha todavía es importante, para exportación minera. 
Puerto de Huarmey es una pequeña caleta de tradicionales pescadores artesanales e industriales, quienes se dedican incansablemente a la faena de la pesca de cerco y a nailon. se extraen muchas especies marinas como el bonito, la cojinova, cavinza, lorna, pejerreyes, calamares etc. Fue uno de los principales centros de extracción, descargue y fabricación de harina, conserva y aceite de pescado con fábricas pesqueras como Austral Grup, Pesquera Carolina y Pesca Perú.
Antamina es una de las compañías mineras que produce concentrados de cobre, zinc, molibdeno, plata y plomo. La mina está ubicada en el distrito de San Marcos, provincia de Huari en la Región Ancash, a 200 km de la ciudad de Huaraz y a una altitud promedio de 4,300 m s. n. m.  Establecidos en Punta Lobitos en puerto de huarmey desde el 2002 aproximadamente, desde ahí se procesa y se embarca diversos minerales en barcos a diversas partes del mundo, siendo esta explotada en el distrito de San Marcos (Sierra) y enviada por tuberías hacia la Costa de Puerto de Huarmey.